# Fámjin

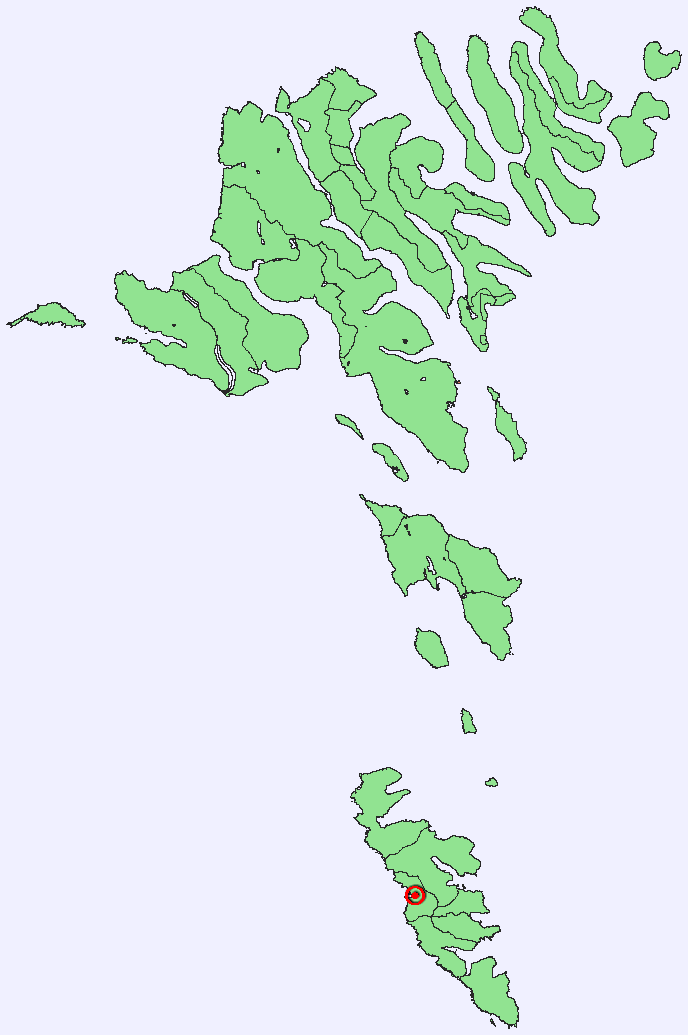

Fámjin [ˈfɔmjɪn] oder Famjin [ˈfamjɪn] (dänisch: Famien; in älteren Quellen auch Famøe oder Fammøe) ist ein Ort der Färöer mitten an der Westküste Suðuroys. Im Jahr 2015 lebten 92 Menschen im Ort. Das Dorf ist gleichfalls eine färöische Gemeinde: Fámjins Kommuna. Die Postleitzahl lautet FO-870.

## Lage

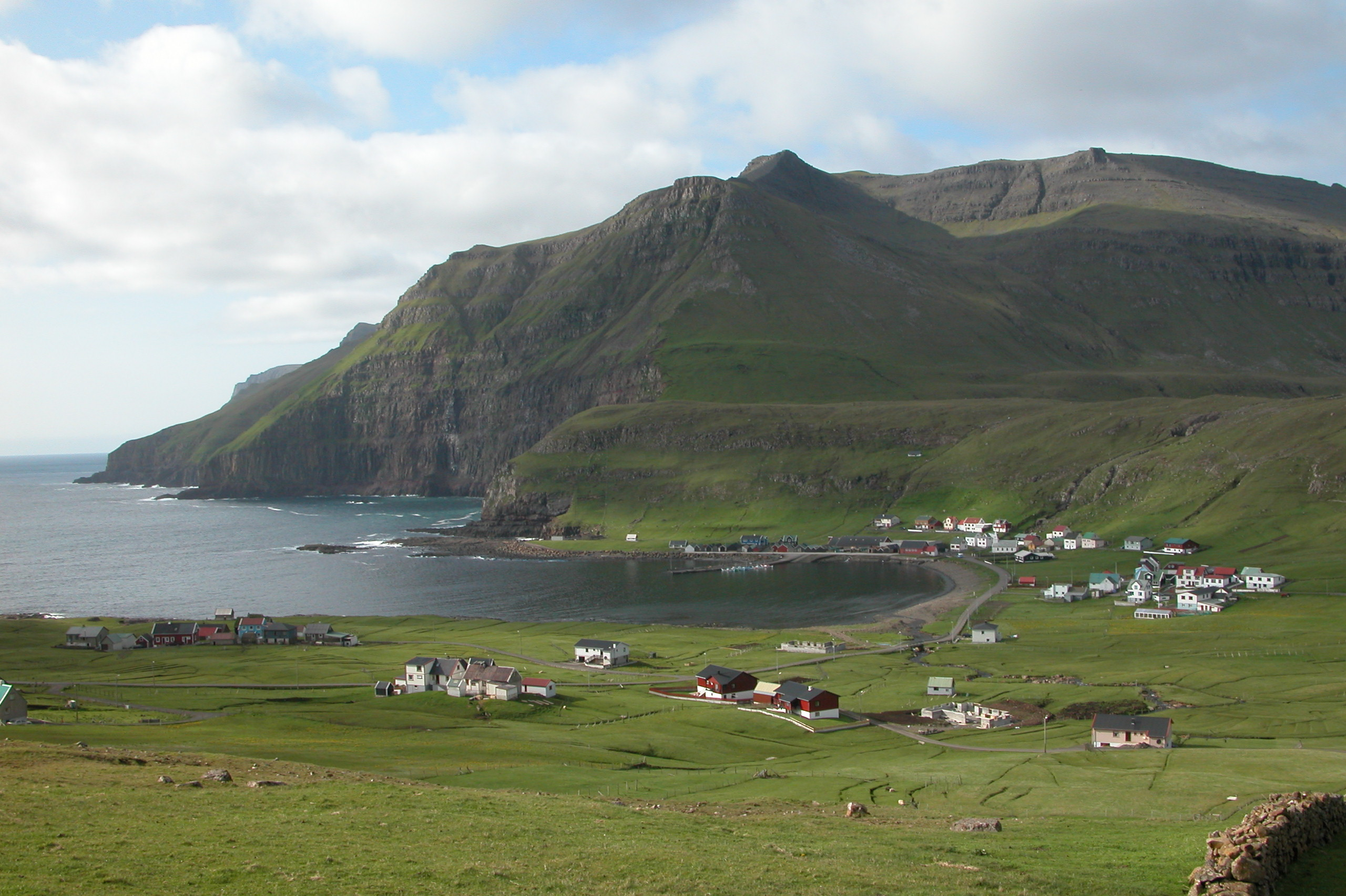
Das Dorf Fámjin mit dem See Kirkjuvatn und dem Berg Gluggarnir im Hintergrund

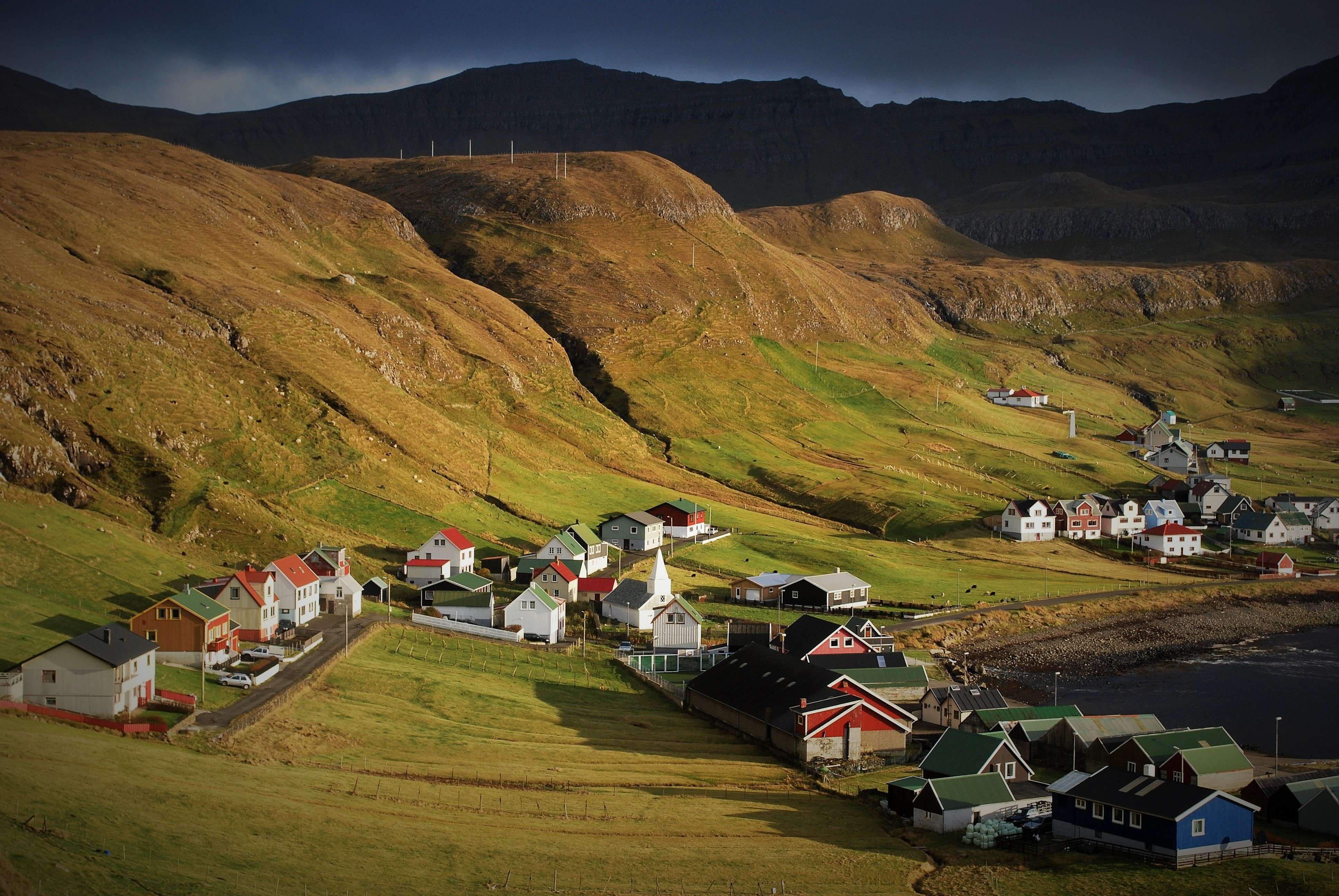
Das Dorf Fámjin vom Norden her betrachtet

Fámjin liegt an der Westküste Suðuroys und ist umgeben von hohen Bergen. Jenseits der Berge im Osten befinden sich die beiden Gemeinden Tvøroyri und Hov. Oberhalb des Dorfes im Norden liegt der größte See des Gemeindegebietes, das Kirkjuvatn. Nördlich vom See schließt sich der 610 m hohe Berg Gluggarnir an. Er ist der höchste Berg auf der Südinsel Suðuroy.

## Geschichte

### Legende zum Ortsnamen
Die Menschen von Fámjin haben eine Geschichte aus dem 16. Jahrhundert zu erzählen, wie der Ort zu seinem Namen kam: Ursprünglich soll er Vesturvík geheißen haben. Eines Tages fischten zwei Männer aus dem Ort Hov – ein gewisser Doffin und sein Sohn – draußen vor der Küste in der von Hov aus gesehenen „westlichen Bucht“ (Vesturvík), als sie ein Segelschiff sahen, das in einer Flaute dümpelte und auf Wind wartete. Die beiden Fischer luden zwei Damen zu sich an Bord ein, damit sie den schönen Heilbutt-Fang bestaunen können. Aber als die Damen an Bord waren, ruderten die Männer mit voller Kraft zur westlichen Bucht zurück. Die Männer auf dem Schiff riefen ständig: fá mi, fá mi! Und seitdem heißt der Ort Fámjin. Wegen des Wetters konnte das Schiff nicht nach Fámjin gelangen, um die beiden Frauen zurückzuholen. Doffin und sein Sohn erfuhren von den beiden Frauen, dass diese von Frankreich auf den Weg nach Irland unterwegs gewesen waren, als das Schiff bei schwerem Wetter vom Kurs abgekommen sei. Die ältere der beiden Frauen war bereits in Irland verheiratet und die jüngere war ihre Begleitung. Doffin und sein Sohn heirateten schließlich die beiden Frauen. Der irische Ehemann erfuhr nun von dem Schicksal seiner Ehefrau und wollte sie von den Färöern zurückholen, aber der Pfarrer von Suðuroy redete ihm das aus, da die beiden Frauen glücklich seien und nicht freiwillig mitkommen würden. Im Gegenzug nahm der Ire den Pfarrer mit auf sein Schiff und ließ ihn erst nach zwei Jahren wieder frei. Doffin und seine Frau bekamen eine Tochter, die heiratete und sich mit ihrem Mann im heutigen í Sjúrðargarði in Fámjin niederließ. Aus dieser Ehe ging eine Tochter namens Ragnhild (oder Rannvá) hervor, die einen Mann aus dem Ortsteil í Hørg in Sumba heiratete und als Vorfahrin weiterer bekannter Leute gilt.
Schon Hammershaimb, der die Sagengeschichte in seiner Anthologie wiedergibt, vermutet hinter dem Namen Doffin den färöischen Vornamen Dagfinnur. Dieser Vorname erscheint als Patronym tatsächlich in einem dänischen Personenverzeichnis der Südinsel vom Ende des 16. Jahrhunderts genau zwei Mal, nämlich in Fámjin (Poul Dagfindsen) und in Hov (Peder Dagfindsen).
Auch im nördlichen Nachbarort Hvalba gibt es eine Geschichte, die sich mit dem Thema beschäftigt. Dort heißt der Mann Dógvin statt Doffin und es gibt verschiedene Ansichten über die Herkunft des Schiffes.
Der Ort Fámjin wird allerdings schon im Jarðarbókin von 1584 unter der dänischen Bezeichnung „Famøe“ aufgeführt. Auch im Jarðabókin von 1588 erscheint der Ort, diesmal in der dänischen Schreibweise „Fammöe“.
Für die Bezeichnung Vesturvík gibt es außerhalb der Sage bislang keinen schriftlichen Beleg. Es scheint sich aber um eine im östlich von Fámjin gelegenen Dorf Hov gebräuchliche Bezeichnung für die Bucht von Fámjin gehandelt zu haben. Erstmals schriftlich erwähnt wird Fámjin um 1350 im „Hundebrief“. Hinsichtlich der Erklärung des Ortsnamens vermuten Sprachforscher, dass der Name schon im Mittelalter entstanden ist und dass aufgrund der starken schaumbildenden Brandung in der Bucht von Fámjin ein Zusammenhang mit dem englischen Wort „foam“ für Schaum bestehen könnte. Auch das färöische Zeitwort „fáma“ deutet in diese Richtung. Es beschreibt das Aufwirbeln und Hochspritzen von Wasser durch Wind oder andere Naturkräfte.

### Jüngere Geschichte
Da es bis weit ins 20. Jahrhundert keinen befahrbaren Zugang zum Ort gab, zählte Fámjin, ebenso wie Gásadalur im Norden, zu den abgelegensten Dörfern auf den Färöern. 1939 wurde der Ort dann ans Straßennetz angeschlossen.
Am 29. März 2005 unterschrieben der dänische Außenminister Per Stig Møller und der Ministerpräsident der Färöer, Jóannes Eidesgaard, in Fámjin eine bilaterale Erklärung zwischen Dänemark und den Färöern, die der autonomen Inselgruppe erstmals eine eigene Außen- und Sicherheitspolitik garantiert. Siehe: Vertrag von Fámjin.
2014 wurde beschlossen, am Rande des Ortes einen Wald anzulegen.
Der Ort ist wie viele Dörfer auf den Färöern mit einer rückläufigen Einwohnerzahl konfrontiert. Seit im Jahr 1993 die Zahl mit 135 Einwohnern in der Gemeinde Fámjin einen Höchstwert erreicht hatte, ging sie beständig zurück. Bis 2014 konnte aber eine Zahl von über 100 Einwohnern gehalten werden. Im Jahr 2015 wies der Ort jedoch nur noch 92 Einwohner auf.

## Kirche von Fámjin
Nachdem die alte Kirche von 1826 baufällig geworden war, begann man 1875 mit dem Neubau einer Kirche, die im Februar 1876 in Betrieb genommen wurde. Das schiefergedeckte, kalkweiße Steingebäude ist sehenswert. Es beherbergt nicht nur einen Runenstein aus dem 16. Jahrhundert (siehe: Fámjinsstein), der beim Bau der Kirche auf dem Gelände eines ehemaligen Friedhofs gefunden wurde, sondern auch das erste Exemplar der Flagge der Färöer. Der Urheber dieser Flagge war ein junger Mann namens Jens Oliver Lisberg aus Fámjin, der sie 1919 als Student im fernen Kopenhagen entwarf.

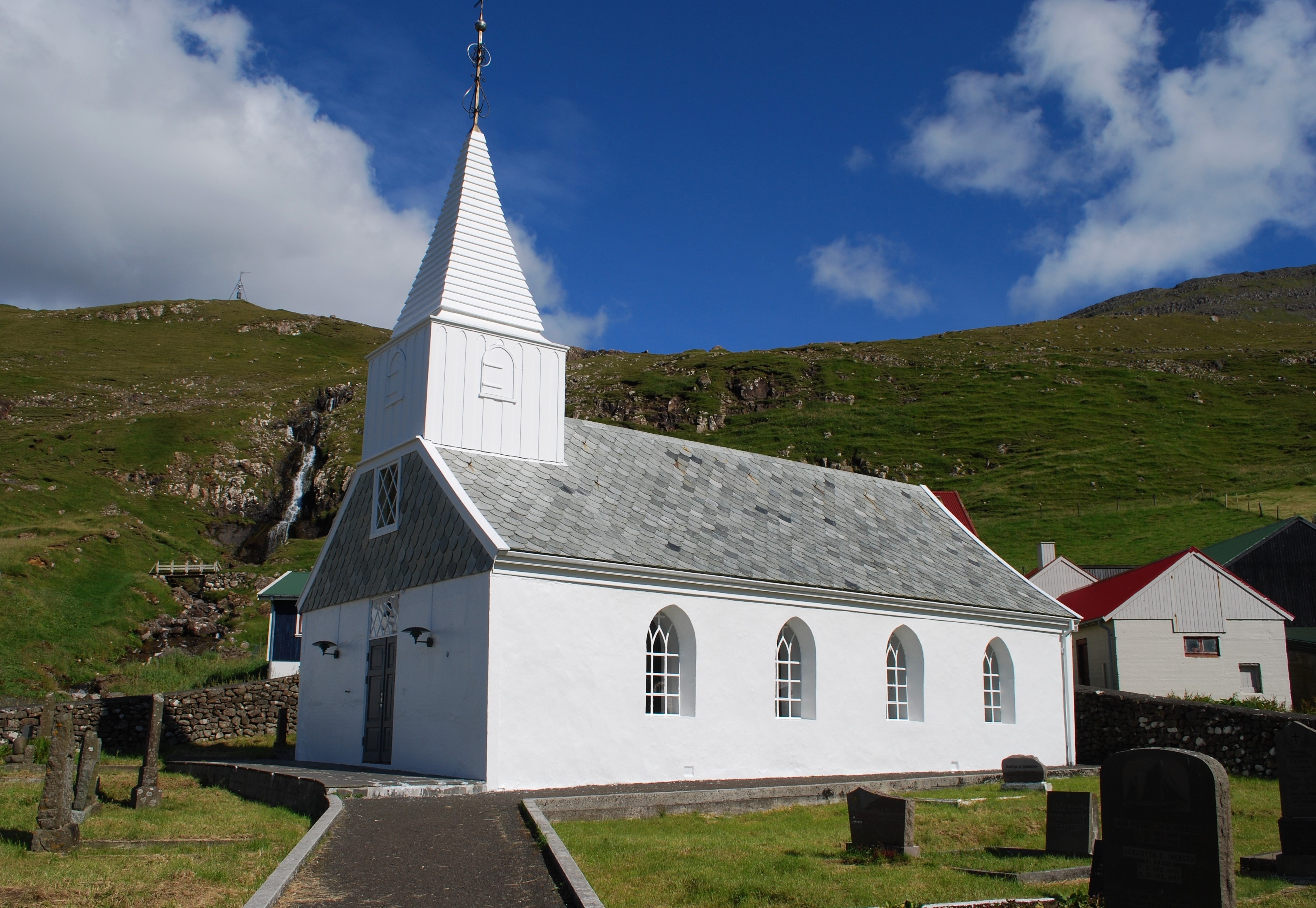
Kirche von Fámjin
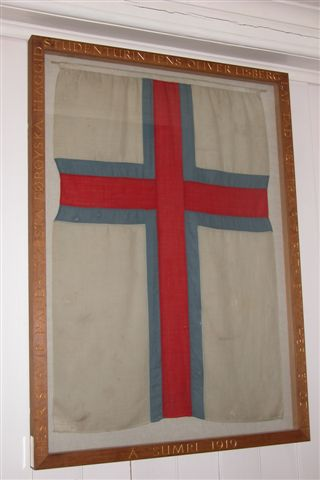
Das Exemplar der ersten Flagge der Färöer in der Kirche von Fámjin.
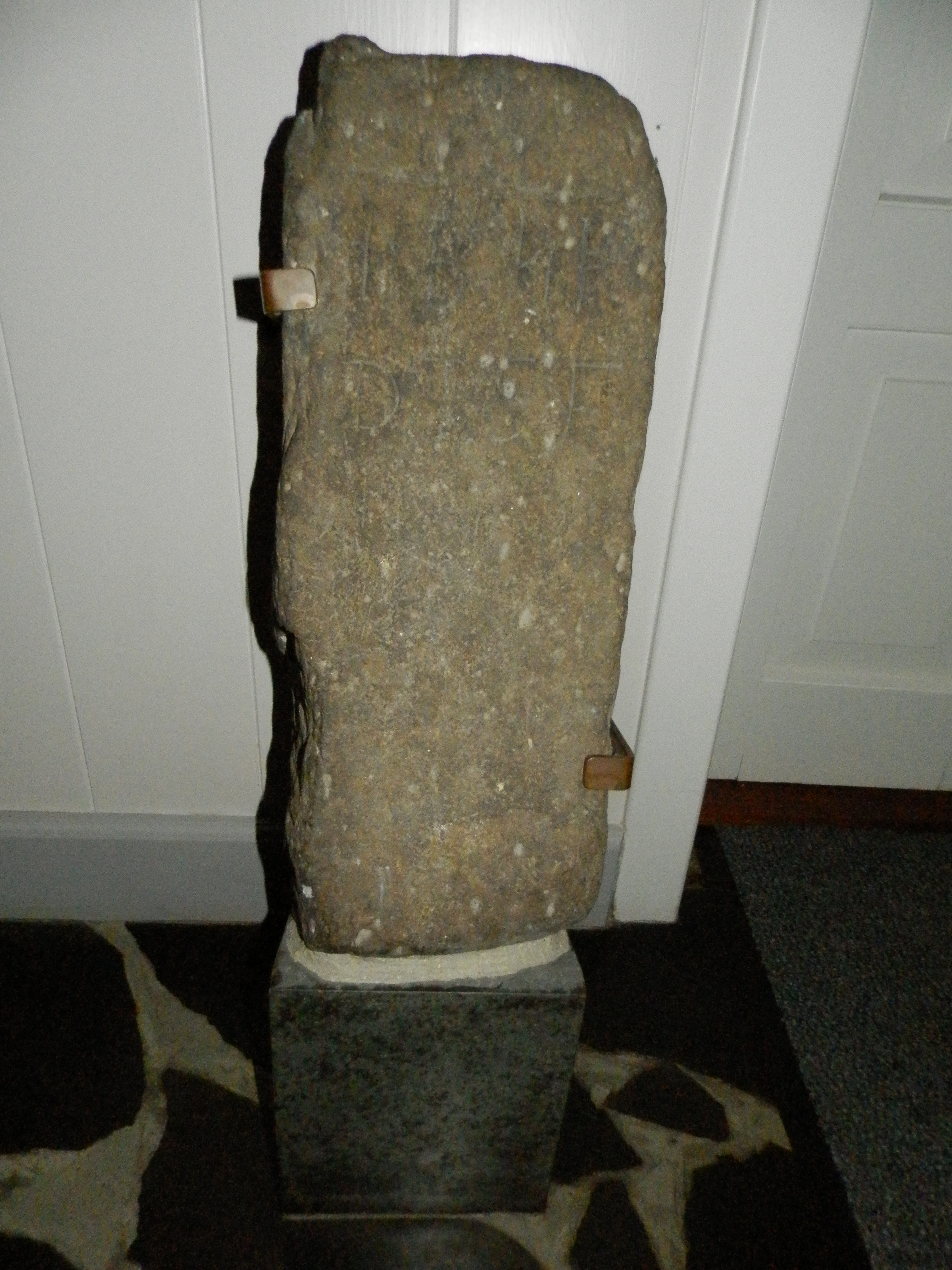
Runenstein in der Kirche von Fámjin

## Persönlichkeiten
- Jens Oliver Lisberg (1896–1920), färöischer Rechtswissenschaftsstudent, dem die Schöpfung des Merkið, der Flagge der Färöer, zugerechnet wird.
- Johan Dahl (* 1959), ehemaliger färöischer Politiker und Minister der Landesregierung

## Bilder

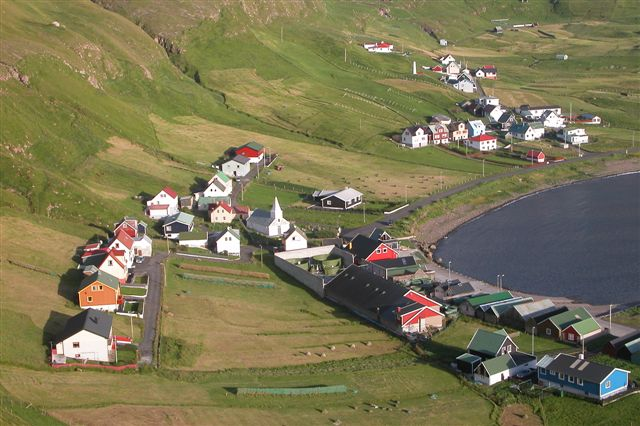
Fámjin
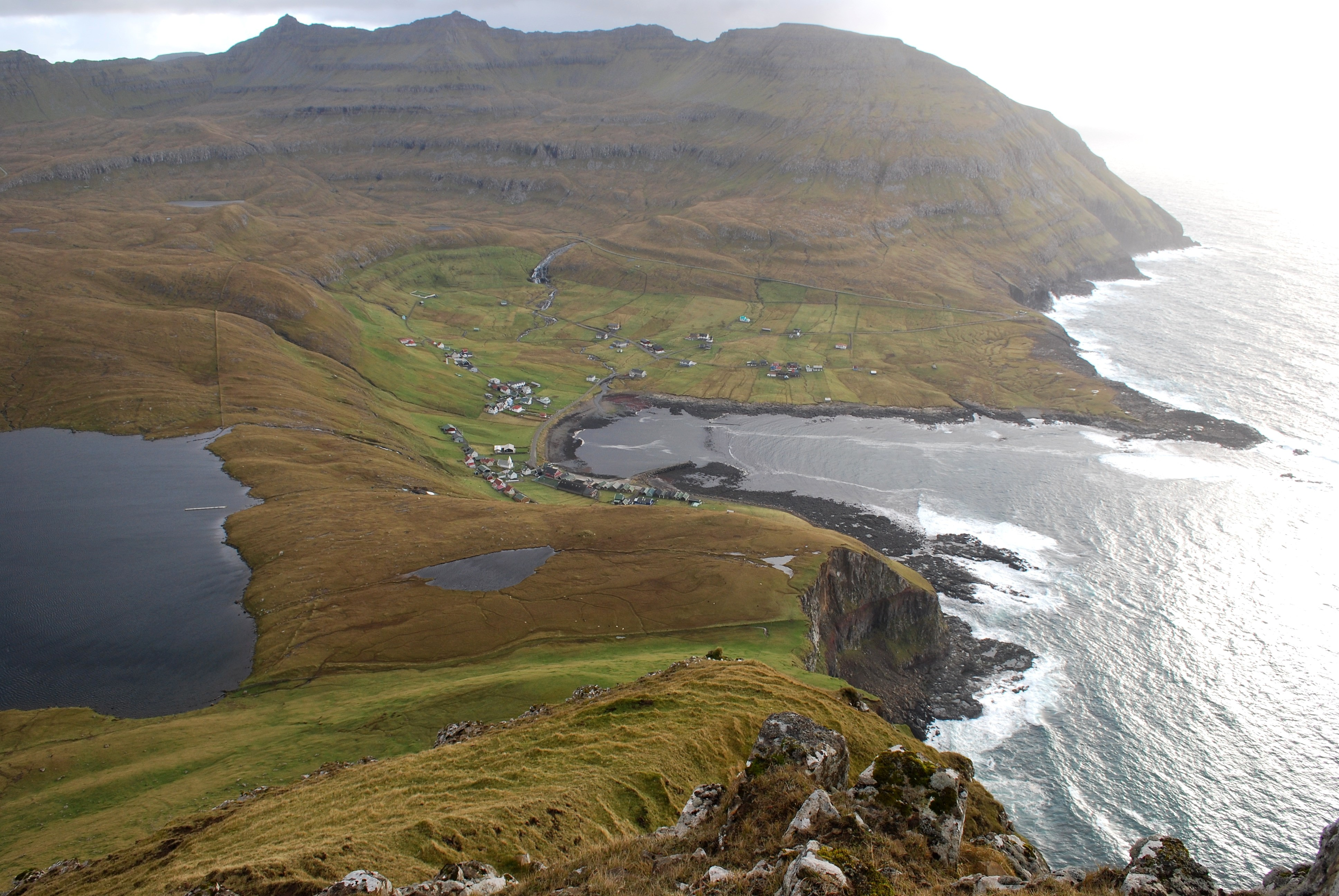
Fámjin und das Kirkjuvatn von Norden aus betrachtet
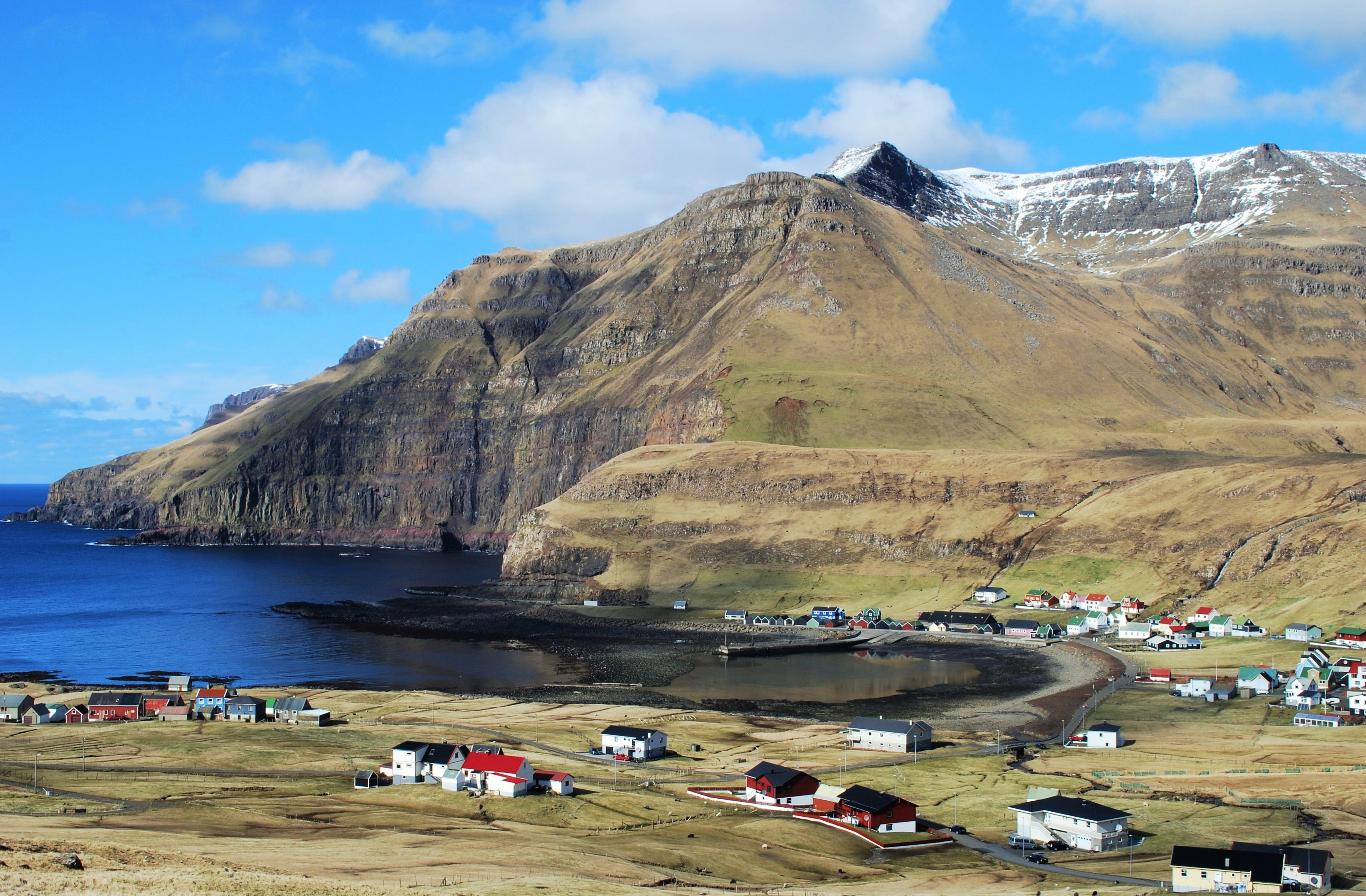
Die Bucht von Fámjin bei Ebbe
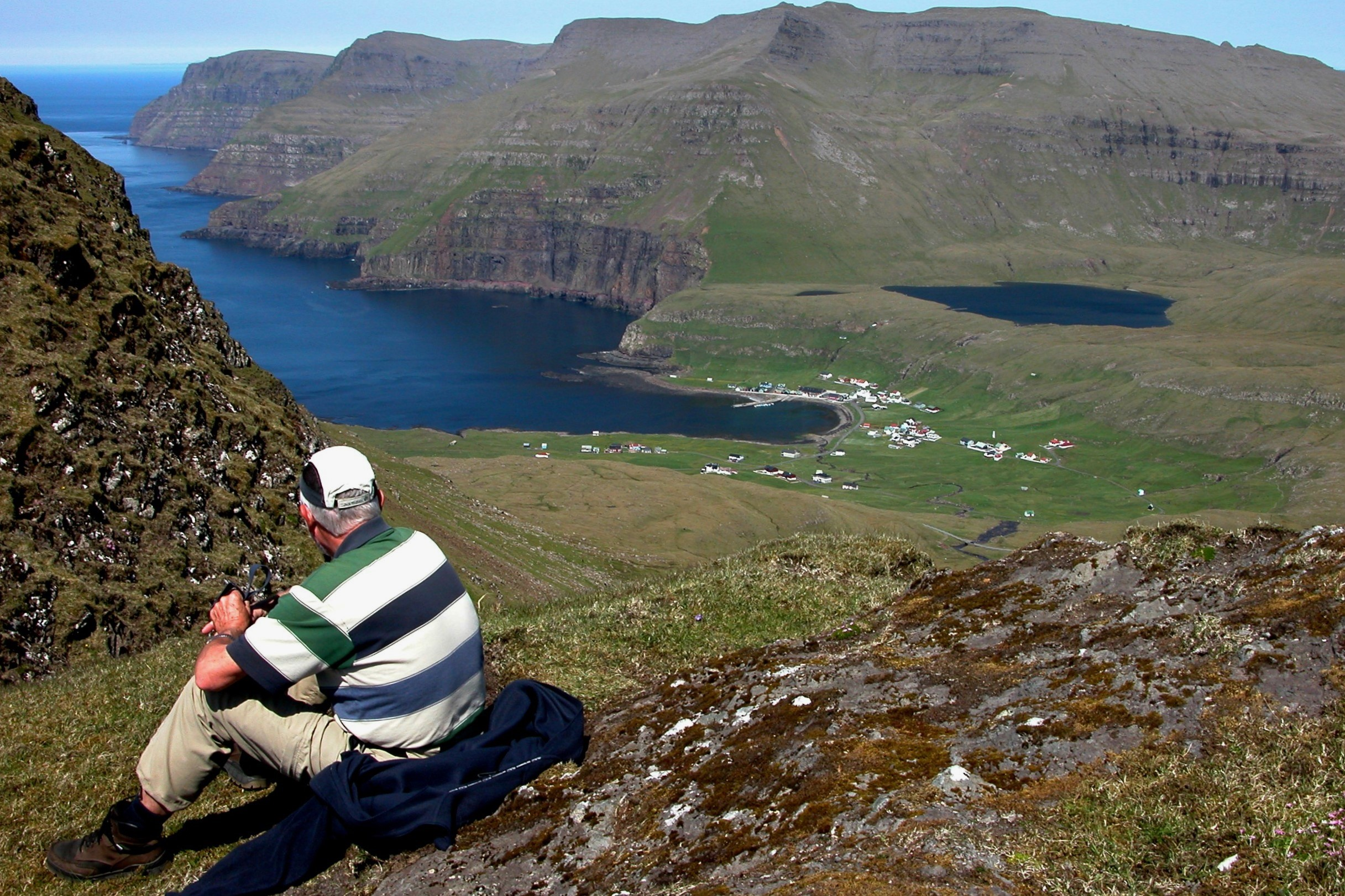
Südlich von Fámjin
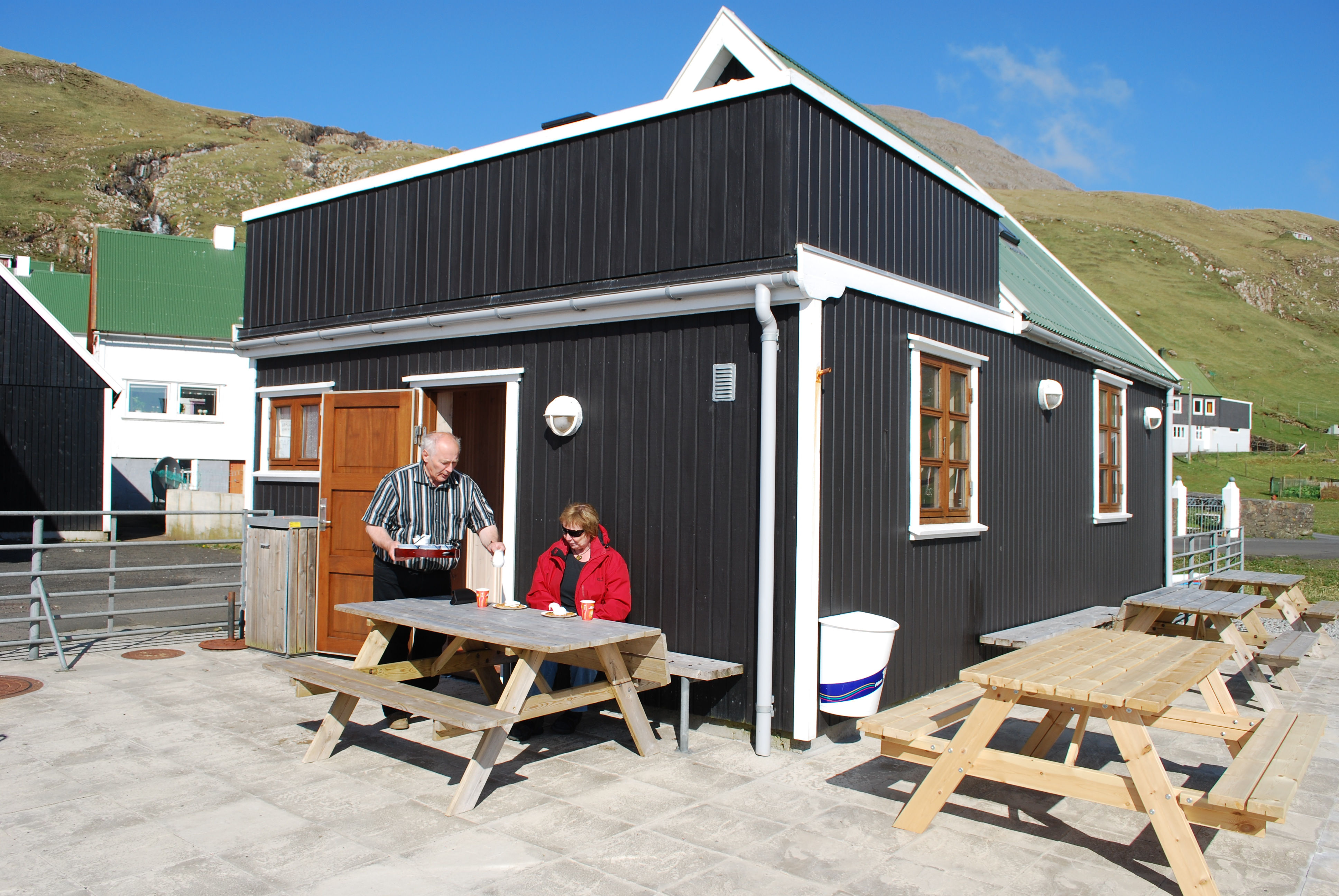
Café von Mai bis September.
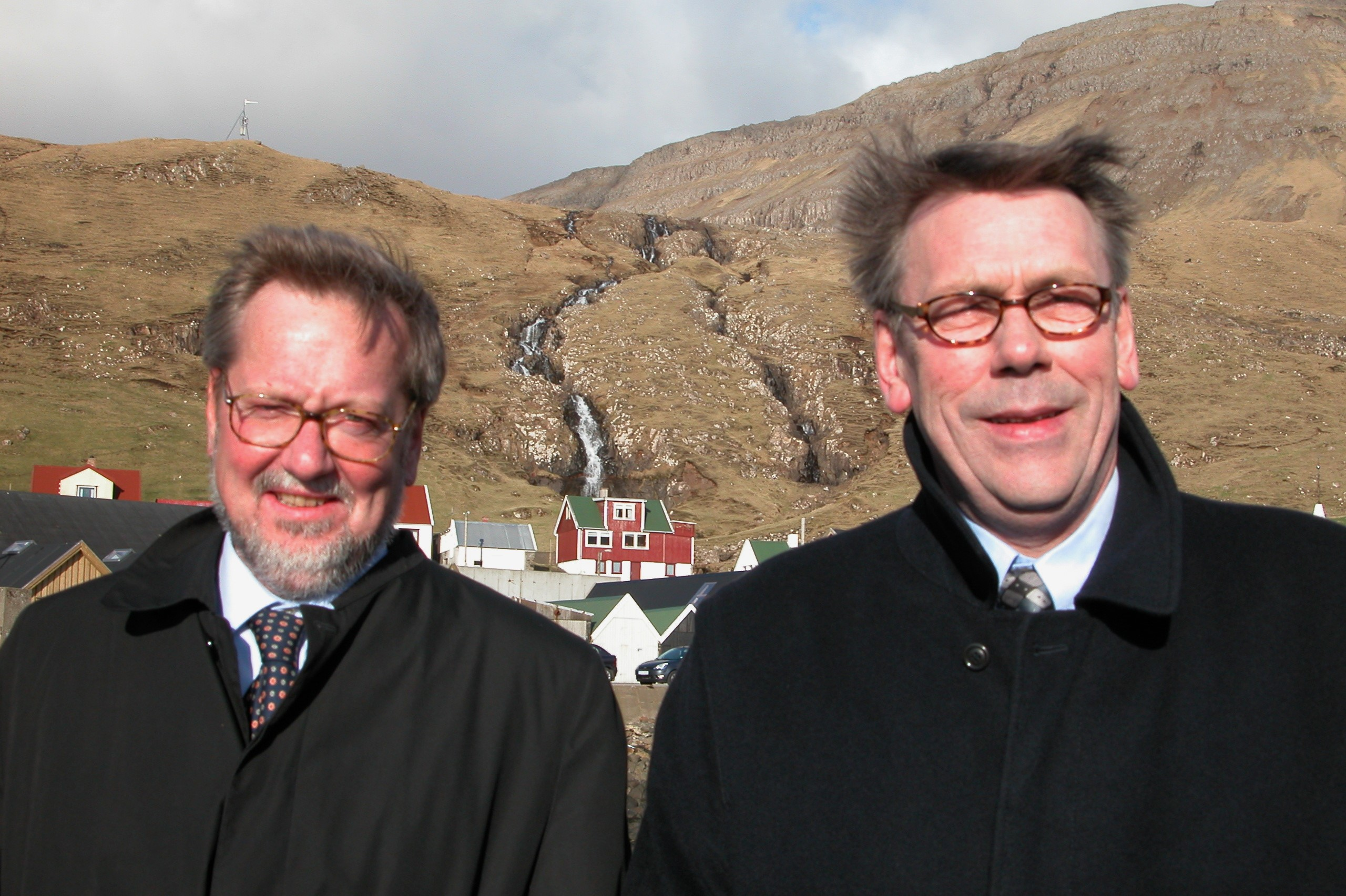
Per Stig Møller und Jóannes Eidesgaard in Fámjin 29. März 2005
Lage der Kommune